# Bispo de Bangor
O Bispo de Bangor (em galês:  Esgob Bangor) é o ordinário da Diocese de Bangor da Igreja em Gales. A sé é baseada na cidade de Bangor, onde a sé do bispo (cathedra) fica na Igreja Catedral de São Deiniol.
O Relatório dos Comissários nomeados por Sua Majestade para investigar as Receitas Eclesiásticas da Inglaterra e do País de Gales (1835) concluiu que a sé tinha uma renda líquida anual de £ 4.464. Isso a tornou a segunda diocese mais rica do País de Gales, depois de Santo Asafe.
O titular é Andy John, que foi consagrado em 29 de novembro de 2008 e entronizado em 24 de janeiro de 2009. A residência do bispo é Ty'r Esgob ("Casa do Bispo") em Bangor.

## História
Uma diocese foi estabelecida no antigo Reino de Gwynedd por São Deiniol por volta do ano 546. Mais tarde, a diocese ficou sob o controle do Arcebispo de Cantuária, e houve bastante debate entre o arcebispo e os príncipes de Gwynedd sobre a nomeação de um bispo, especialmente durante o reinado de Gruffudd ap Cynan e Owain Gwynedd.